# 赵蕴卓
赵蕴卓（2006年3月29日—），中国内地女演员、模特，2006年3月29日出生于河北省石家庄市。因在电视剧《飞刀又见飞刀》和《外滩的钟声》中的角色而为大众所熟知。

## 简介
赵蕴卓2006年3月29日出生于中国河北省石家庄市，父亲赵宇是河北武警总院的脑外科医生，母亲李冰一名警察。2015年，赵蕴卓因参加“HM全国海选”脱颖而出，而获得《嘉人宝贝》杂志拍摄机会，并于同年10月出演了她的首部电视剧《飞刀又见飞刀》，11月又参与了抗战剧《我的爱情撞上了战争》的拍摄。2017年，赵蕴卓连续接拍了《大江大河》、《隐秘而伟大》、《远大前程》等电视剧。2018年于石家庄市东风西路小学毕业。

## 外部連結
- 赵蕴卓的新浪微博
- 赵蕴卓在豆瓣上的资料（简体中文）